# Symphlebia nigranalis
Symphlebia nigranalis là một loài bướm đêm thuộc phân họ Arctiinae, họ Erebidae.